# 명명법에 입각한 원핵생물 이름 목록
명명법에 입각한 원핵생물 명칭 목록(LPSN, List of Prokaryotic names with Standing in Nomenclature)은 원핵생물의 명명 및 분류에 대한 정보를 유지 관리하는 온라인 데이터베이스이다. '원생생물 명명에 관한 국제규정'(International Code of Nomenclature of Prokaryotes)에 의한 분류 요건과 규칙을 준수하고 있다. 이 데이터베이스는 Jean P. Euzéby가 1997년부터 2013년 6월까지 관리했고, 2013년 7월부터 2020년 1월까지는 Aidan C. Parte가 LPSN가 관리하였다.
LPSN의 새 버전이 2020년 2월 라이프니츠 연구소 DSMZ의 서비스로 발표되었는데, 이때 원핵생물 명명법의 갱신 서비스도 통합되었다.